# Eigil Johansen
Eigil Johansen (født 28. september 1915 i København, død 29. juli 1998) var en dansk bryder fra IF Sparta, som 12 gange blev dansk mester i bantamvægt. Han deltog i de olympiske lege i Helsingfors 1952.
Eigil Johansens far Gotfred Johansen vandt en sølvmedalje ved OL 1920 i boksning (letvægt).